# 高橋豊 (実業家)
高橋 豊（たかはし ゆたか、1948年12月4日 - ）は、日本の長野県生まれの実業家。アニメイトの創業者でありアニメイトホールディングス代表取締役会長。

## 人物
ラポートの営業部長、不動産投資を経て、1983年10月にムービックを設立。池袋にアニメイト第1号店を開業する。
アニメイトの従業員を描くキャラクター企画『アニメ店長』やそのスピンオフなどには、アニメイト社長として同名のキャラクターが登場する（声 - 小杉十郎太）。ただし、名前と役どころが同じであるのみで、キャラクターの人物描写のモデルが高橋本人というわけではない。